# 田尻芳樹
田尻 芳樹（たじり よしき）は、日本の英文学者、東京大学大学院総合文化研究科教授。

## 人物・来歴
大阪出身。筑波大学附属駒場中学校・高等学校、1987年東京大学法学部卒。由良君美のゼミで文学への志を強くし、同大学院人文科学研究科英文学専攻進学、93年博士課程中退、のちにロンドン大学で博士号取得、一橋大学助教授を経て、2001年東京大学教養学部助教授。英文科では高橋康也に師事し、サミュエル・ベケット研究に進んだ。2007年准教授、2015年教授。

## 著書
- Samuel Beckett and the Prosthetic Body: The Organs and Senses in Modernism. Palgrave Macmillan, 2007（博士論文）
- 『ベケットとその仲間たち―クッツェーから埴谷雄高まで』論創社、2009

### 編著
- 『J・M・クッツェーの世界 〈フィクション〉と〈共同体〉』英宝社 2006
- 『混沌と抗戦―三島由紀夫と日本、そして世界』水声社、2016

井上隆史,久保田裕子,福田大輔,山中剛史共編

### 翻訳
- サミュエル・ベケット『並には勝る女たちの夢』白水社 1995
- ガヤトリ・C・スピヴァク『デリダ論 『グラマトロジーについて』英訳版序文』平凡社ライブラリー 2005
- ジェイムズ・ノウルソン他『サミュエル・ベケット証言録』川島健共訳、白水社、2008
- ロバート・イーグルストン『ホロコーストとポストモダン―― 歴史・文学・哲学はどう応答したか』太田晋共訳　みすず書房、2013
- Ｊ・Ｍ・クッツェー『世界文学論集』みすず書房、2015
- Ｊ・Ｍ・クッツェー『続・世界文学論集』みすず書房、2019
- レベッカ・ウォルコウィッツ『生まれつき翻訳　世界文学時代の現代小説』松籟社、2022

佐藤元状・吉田恭子監訳、秦邦生共訳

## 論文
- Cinii